# Hinrich Middeldorpf
Hinrich Middeldorpf (ur. 2 sierpnia 1788 r. w Hamburgu; zm. 21 stycznia 1861 r. we Wrocławiu) – niemiecki teolog ewangelicki i orientalista; nauczyciel akademicki związany z Uniwersytetem Wrocławskim.

## Życiorys
Urodził się w 1788 roku w Hamburgu jako syn kupca Hinricha Middeldorpfa seniora i jego żony Caroloine Philippine z domu König zur Welt. W swoim rodzinnym mieście uczęszczał do słynnej Gelehrtenschule des Johanneums, gdzie wśród jego kolegów ze szkolnej ławy znaleźli się m.in. August Neander oraz Karl August Varnhagen von Ense. Po pomyślnie zdanym egzaminie maturalnym podjął studia teologiczne na Uniwersytecie w Helmstedt i Georg-August-Universität w Getyndze. 
2 kwietnia 1810 roku uzyskał stopień naukowy doktora nauk humanistycznych na Uniwersytecie w Helmstedt. Niedługo potem dzięki wsparciu Wilhelma von Humboldta zaliczył kolokwium habilitacyjne zostając privatdozentem i wykładowcą języków orientalnych na Uniwersytecie Viadrina we Frankfurcie nad Odrą. Po połączeniu uczelni z wrocławską Akademią Leopoldyńską w Królewski Uniwersytet Wrocławski objął stanowisko profesora teologii protestanckiej na tej uczelni. Między 1812 a 1813 roku pełnił funkcję pierwszego kustosza Biblioteki Uniwersyteckiej we Wrocławiu.
Podczas wojen napoleońskich został w 1813 roku kapelanem wojskowym i wyjechał w 1815 roku jako przedstawiciel prowincji śląskiej do pracy w szpitalach w Nadrenii oraz Belgii. Pod koniec 1815 roku wrócił do Wrocławia. W latach 1822–1823 piastował urząd rektora na Królewskim Uniwersytecie Wrocławskim.
Poza działalnością naukowo-dydaktyczną na uczelni wchodził w skład konsystorza miejscowego Kościoła Ewangelicko-Augsburskiego. Przez wiele tal był także dyrektorem Zakładu dla Głuchoniemych we Wrocławiu. Zmarł w 1861 roku we Wrocławiu.

## Życie prywatne
25 sierpnia 1816 roku we Wrocławiu ożenił się z Caroline Emilie Schiller z którą miał pięcioro dzieci:
- Michel Henrich Clemens (1817-?) - pruski porucznik, po 1844 roku zaginął w Teksasie
- Albrecht Theodor (1824-1868) - lekarz i profesor na Królewskim Uniwersytecie Wrocławskim
- Franz Constantin (brak danych) - leśnik, autor przewodnika dla nadleśniczych
- Henry (zmarł młodo) w Rio de Janeiro
- Marie Beatrix (zm. 1845)

## Dorobek naukowy
Do jego najważniejszych prac należą:
- Nahum, aus dem Hebräischen übersetzt und erklärt, Hamburg 1808.
- Zwei Proben deutscher Reden, welche von Studirenden im Johanneum gehalten worden sind, Schneibes 1808; współautorzy: Johannes Gurlitt i Karl Sieveking.
- Commentatio de institutis literariis in Hispania quae Arabes auctores habuerunt, Dieterich 1810.
- Symbolae exegetico-criticae ad librum Ecclesiastis, 1811.
- Curae hexaplares in Jobum, Preßburg 1817.
- Paulus Apostolus et Jesaias Propheta inter se comparati, 1821; współautor: Heinrich Friedrich Elsner.
- Commentationis de Prudentio et theologia Prudentiana, 1826.
- Variae lectiones e cod. N. Ti. Seideliano jam Francofurti ad V. asservato Zuschrift an Herrn Julius Müller, evangelischer Pfarrer in Schönbrunn, betreffend seine Beurtheilung der Schrift eines katholischen Geistlichen und eine dadurch veranlaßte Recension, Breslau 1827.
- Codex Syriaco-hexaplaris, Berlin 1835.
- Carmen de laudibus S. Alexii, 1861; współautorzy: Joseph Bripius i Friedrich Haase.